# Francesc Salvat i Juncosa
Francesc Salvat i Juncosa (Girona) fou un mestre d'obres català. Obtingués el títol el 1872. Projectà diverses obres a la ciutat de Girona, com el col·legi de la Caritat (1884), la continuació de l'església del Sagrat Cor (1887) i la capella de les Josefines (1893); a Sant Feliu de Guíxols, com la casa de Llorenç Arxer (1898) i la de Narcís Girbau (1899), i a Palafrugell, on construí la casa Girbau (1895).